# キリンメッツ
『キリンメッツ』とは、キリンビバレッジによる炭酸飲料のブランド。1979年にグレープフルーツ風味の飲料のブランドとしてスタートした。
"Mets"という名称は、Metropolitans（大都会）の略称にして「都会っ子」という意味があり、刺激的な味とかっこよさを込めて名付けられた。
本項では、特定保健用食品「メッツ コーラ」および機能性表示食品「メッツ プラス」についても解説する

## 歴史
グレープフルーツフレーバーは発売開始から2003年5月までは果汁10%未満、2003年5月から2009年5月までは無果汁、2009年5月からは果汁1%、2011年5月からは無果汁である。
2010年7月6日には、ビターグレープフルーツとトニックを用いた「キリン メッツ ワイルドチャージ」が発売された。この製品にはアルギニンとビタミンB6が配合されるなど、健康に気遣う大人の消費者を狙う側面もあった。
2012年4月24日には特定保健用食品である「メッツ コーラ」が売られ、大ヒット商品となった。
2015年3月に「グレープ」と「オレンジ」を発売開始し、フルーツフレーバーを主軸とした炭酸飲料としてリニューアルした。リニューアルの背景には、「フルーツ系炭酸飲料の人気」や、甘さやカロリーを気にする消費者の動向があったとキリンビバレッジはニュースリリースの中で説明している。また同社は、「メッツ」ブランドで飲みたいフレーバーについても調査を行い、上位に挙がっていた「ライチ」が2015年4月21日に新フレーバーとして追加された。キリンビバレッジによると、これらの3商品は好評を得ていたという。
2015年5月19日には、2010年7月6日から独立ブランドとして主に自動販売機で発売されていた「アルギニンV パワフルエナジー」が「メッツ」ブランドに統合し、「メッツ アルギニンV パワフルエナジー」としてリニューアル発売した。同年6月30日には「グレープフルーツ」をリニューアルした。この時期にはサイズラインナップが刷新され、190 ml缶・1.5 Lペットボトル及び自動販売機用の400 mlペットボトルを新設し、500 mlペットボトルは「メッツ」の他のフレーバーと同じ形状に変更して480 mlに減容。また、「グレープフルーツ」のリニューアルに先立って、従来品と同仕様の製品を500 mlロング缶の「オリジナル グレープフルーツ」として発売。
2016年は、「ガツンと強炭酸」というテーマの元、3月8日には「レモン」を発売したほか、「グレープフルーツ」のリニューアルを行った。これと前後して「オリジナル グレープフルーツ」として発売されていた500 mlロング缶を「グレープフルーツ」に統合した。
2017年は、苦みや酸味といった果実感を強調する方針が取られたほか、「炭酸エクストリーム製法」による炭酸感の強化も図られた。2017年4月25日に「グレープフルーツ」と「レモン」をリニューアル（「レモン」はリニューアルに伴いペットボトルのみの設定となる）し、新フレーバーの「アップル」を発売した。さらに、2015年4月21日に発売し、2016年5月17日にリニューアルによって再発売された「ライチ」が同じ日に再々発売。今回は自動販売機専売製品となった。なお、リニューアルに伴い、「グレープフルーツ」・「レモン」・「アップル」の1.5 Lペットボトルは胴径を縮小し、肩部形状を変更した新型容器となった（「キリンレモン」シリーズと「メッツ コーラ」も2017年3月以降、1.5 Lペットボトルを新型容器に切替）。
2018年は、柑橘系の苦みを用いた強炭酸飲料「キリン メッツ ザ・ビター＜無糖＞」を発売した。
「キリンメッツ」に集中的な投資がなされた一方、キリンの看板商品「キリンレモン」の売り上げが少しずつ下がっていったとの指摘もあった。
2019年4月には当時主力製品と位置付けられていた「超刺激クリアグレープフルーツ」をリニューアルした。この背景について、キリンビバレッジの担当者は「40代を中心に、オフィスの机の上に炭酸飲料を置くのに抵抗がある方々をターゲットにしており、選びやすくするために見た目をクリアにした」と「食品産業新聞社」の取材に対して語っている。また、このリニューアルと前後して「超刺激クリアストロベリー」も発売された。
なお、過去に販売されていたメッツブランドのうち、ガラナ飲料「キリンガラナ」はのちに独立した。

## 主な製品
| フレーバー                       | 発売時期                   | 備考                                                  |
| -------------------------------- | -------------------------- | ----------------------------------------------------- |
| グレープフルーツ                 | 1979年-                    |                                                       |
| コーラ                           | 2012年4月24日              | 特定保健用食品                                        |
| オレンジ                         | 2015年3月3日 - 2016年2月   |                                                       |
| グレープ                         | 2015年3月3日 - 2017年4月   |                                                       |
| ライチ                           | 2015年4月21日 -            |                                                       |
| アルギニンV パワフルエナジー     | 2015年5月19日              |                                                       |
| ピーチ                           | 2015年5月19日 - 8月        |                                                       |
| アセロラ                         | 2015年7月14日 - 9月        |                                                       |
| メッツ プラス                    | 2015年8月4日               | 機能性表示食品                                        |
| グリーンアップル                 | 2015年9月8日 - 11月        |                                                       |
| レッドフォース（唐辛子）         | 2015年11月10日 - 2016年2月 | 映画『スター・ウォーズ フォースの覚醒』とのタイアップ |
| ブルーフォース（青葉）           | 2015年11月10日 - 2016年2月 | 映画『スター・ウォーズ フォースの覚醒』とのタイアップ |
| レモン                           | 2016年3月8日               |                                                       |
| ブラック(コーラ)                 | 2016年5月10日 - 2017年4月  | 自動販売機限定                                        |
| マンゴー                         | 2016年7月12日 - 9月        |                                                       |
| 和梨                             | 2016年9月13日 - 11月       |                                                       |
| ピンクジンジャーエール           | 2016年11月22日 - 2017年1月 |                                                       |
| みかん                           | 2017年12月12日             |                                                       |
| キリン メッツ ザ・ビター＜無糖＞ | 2018年7月17日              |                                                       |
| オレンジ                         | 2022年4月5日               | 自販機専用品として期間限定で発売                      |

## メッツ コーラ
メッツ コーラは難消化性デキストリンにより、食事の際に脂肪の吸収を抑える特定保健用食品（以下：トクホ）史上初のコーラ系飲料である。2012年4月24日から発売されている。
開発が始まった2007年ごろは茶飲料を中心としたトクホ市場が盛り上がっており、キリンは新製品で乗り込もうとしていた。社命を下された開発チームは、従来にはない商品でトクホ市場に切り込みをかけようと考えた。あらゆる案が出された末、キリンは看板製品「キリンレモン」以外の炭酸飲料の売れ行きが良くないことに着目し、トクホの炭酸飲料を思い立った。そして、コーラが大好きだが健康への懸念から控えている30代以上の男性をターゲットに開発された。
当初、年間販売目標は100万ケースに設定されていたが、発売2週間で100万ケースを達成し、2ヶ月後には年間販売目標の2倍に相当する200万ケースを突破するほどの大ヒットとなったため、同年7月に年間販売目標を当初の6倍に相当する600万ケースに上方修正されたが、同年10月に1.5Lを追加発売すると同時に年間販売目標を700万ケースに再度上方修正された。また、同年11月には「日本人間ドック健診協会」の推薦商品となった。
2013年4月には自動販売機向けに480 ml缶（2013年12月製造終了）が追加発売され、グループ横断ブランド「キリン プラス-アイ」の一製品となり、「キリン プラス-アイ」ロゴを入れるなどの仕様変更を行った。2014年4月8日には全面改良を実施し、カロリーゼロ化を実現した（当初は同年3月4日にリニューアルされた予定だったが、発売日前日になり、特定保健用食品のパッケージに記載すべき日本語商品名の記載漏れが判明 し、修正作業が必要になったため、当初予定から約1ヶ月遅れのリニューアルとなった）。同年11月4日に再リニューアルを行い、480 mlペットボトルの手売り用はボトル下部にくびれを付けた形状に変更した。
発売当初、CMキャラクターに「あしたのジョー」の矢吹ジョーが起用されていたが、2013年3月からは俳優のオーランド・ブルームが起用され、同年12月からは嵐の大野智・相葉雅紀を起用している。2016年4月、2017年3月にもリニューアルを行っており、2017年3月のリニューアル時に新容量の270 mlペットボトルを発売。270 mlペットボトルについては、2016年4月から開始している自動販売機におけるダイドードリンコとの主力商品の相互販売に基づき、同社が管轄する自動販売機でも販売される。

## メッツ プラス
メッツ プラスは難消化性デキストリンを機能性表示成分として配合した「メッツ」シリーズの派生製品であり、機能性表示食品として2015年8月4日から発売されている。
強炭酸設計の炭酸水「スパークリングウォーター」と強炭酸・カロリーゼロ設計の「レモンスカッシュ」の2種類。2016年4月に「レモンスカッシュ」をパッケージリニューアルし、新たに自動販売機用を設定。なお、「スパークリングウォーター」は同年3月をもって製造を終了した。2017年4月にリニューアルし、パッケージデザインがシンプルとなった。

## 広告展開
2010年に「メッツ ワイルドチャージ」が発売された際は、EXILEの「24 karats STAY GOLD」がCMソングとして採用され、CMにはメンバー全員が出演した。
2015年にはダンスをテーマとした連作CMが放送された。うち3月にはアニメ映画『ドラゴンボールZ 復活の「F」』が公開されることに伴い、劇中の登場人物がダンスを踊るCMが放送された。とりわけ『キリン メッツ グレープ × フリーザ』編はCMの内容に加え、登場人物のフリーザの色合いが商品の色合いと符合していたことも大きな反響を呼んだ。「ねとらぼ」高城歩は、『キリン メッツ オレンジ × 悟空』編について、ダンスというよりは演武だが、途中からベジータがダンスに加わるのにはじわじわ来たと語っている。これらのCMは放送から間もなく第三者によるパロディ動画も作られた。
2017年にも「キリン メッツ グレープフルーツ」にて、『ドラゴンボール』を題材としたキャンペーンが展開された。この施策はTwitterを通じて拡散され、「Techplus」の周藤瞳美によると箱買いした者もあらわれたといい、キリン側も作品との相性の良さから、このキャンペーンは成功だったと評価している。同じ年にはNintendo Switch用ソフト『スプラトゥーン2』とのコラボレーションも展開された。
一方、メッツコーラにおいてはテレビCMを主体とした広告戦略をとり、話題性が評価されたものもあったが、のちの調査で何のCMか消費者に伝わらず、購買意欲につながらなかったことが判明した。とりわけターゲット層である30～40代の男性への訴求ができていないことを重く見たキリンビバレッジは、2018年の広告戦略を大幅に転換し、ターゲット層にきちんと商品を理解してもらうことを重点に置き、ターゲット層を絞った訴求に有利なインターネット広告、とりわけインスタグラムを用いた広告展開を行うことにした。当初キリンビバレッジ内にはインスタグラムが若い女性向けというイメージがあり、メッツコーラのターゲット層との相性が疑問視されていたが、デジタル広告のサポートを行う広告代理店サイバーエージェントから媒体として躍進を遂げていることや男性の利用者が多いことを知らされ、小規模な予算でインスタグラムへの広告が展開された。その結果、ターゲット層の間で評判となり、インスタグラムへの出稿が増えた。

### CM出演者（メッツ）
- EXILE（メッツ ワイルドチャージ）
- 河村隆一
- 大野智
- 相葉雅紀
- 松本潤
- 織田信成・AyaBambi・ガチャピン・ジェントル久保田・セイジ（ギターウルフ）・でんぱ組.inc・TEMPURA KIDZ・孫悟空（『ドラゴンボール』より）、フリーザ（同）、和楽器バンド[26]
- 中尾彬・DJ KOO・みやぞん（ANZEN漫才）

### CM出演者（メッツコーラ）
- ナインティナイン
- 『あしたのジョー』のキャラクター
- 宍戸錠
- 高垣麗子
- オーランド・ブルーム、渡辺えり
- 城彰二
- 伊藤英明[注釈 2]
- RADIO FISH